# Перечная (приток Лизны)
Перечная — река в России, протекает по Тотемскому району Вологодской области. Устье реки находится в 9 км от устья Лизны по левому берегу. Длина реки составляет 11 км.
Исток находится в 47 км к юго-западу от Тотьмы, всё течение проходит по Присухонской низине в лесистой местности. Генеральное направление течения — на юг. Населённых пунктов на реке нет.

## Данные водного реестра
По данным государственного водного реестра России относится к Двинско-Печорскому бассейновому округу, водохозяйственный участок реки — Северная Двина от начала реки до впадения реки Вычегда, без рек Юг и Сухона (от истока до Кубенского гидроузла), речной подбассейн реки — Сухона. Речной бассейн реки — Северная Двина.
Код объекта в государственном водном реестре — 03020100312103000007698.